# کانتون لا مانا
کانتون لا مانا (به اسپانیایی: Cantón La Maná) یک منطقهٔ مسکونی در اکوادور است که در استان کوتوپاکسی واقع شده‌است.